# Jean Huteau
Pour les articles homonymes, voir Huteau.
Jean Huteau est un journaliste français né le 21 avril 1919 à Orléans (Loiret) et mort le 29 juillet 2003 au Chesnay. Il fut directeur-adjoint de l'Agence France-Presse.
Correspondant du Monde et du Nouvel observateur en Amérique latine, Jean Huteau y est recruté en 1958 par l'AFP. Il couvre le début de la révolution cubaine jusqu'à la Crise des missiles de Cuba en 1962.
Il a successivement dirigé les services de l'AFP pour l'Amérique latine, puis pour les États-Unis, l'Asie et Pacifique.
Il a également été, à partir de 1979, directeur de l'information de l'AFP, poste qui correspond à l'AFP à celui de numéro deux de l'entreprise, avant de démissionner en décembre 1981, pour terminer sa carrière à Hong-Kong, puis de partir travailler pour le département économie et finances du Figaro.
Jean Huteau est l'auteur de L’Amérique latine en mutations, aux Éditions Seghers, en 1970, et d'Une histoire de l'Agence France-Presse, coécrit avec Bernard Ullmann, en 1992, aux Éditions Robert Laffont.